# Enypniastes
Genre
Synonymes
- Euriplastes Koehler & Vaney, 1905
- Euryplastes Koehler & Vaney, 1905
- Euryplastes Koehler & Vaney, 1905
- Planktothuria Gilchrist, 1920
- Planktothuria Gilchrist, 1920

Enypniastes est un genre de concombres de mer des abysses, de la famille des Pelagothuriidae.

## Étymologie
Le nom vient du grec ἐνυπνιαστής  /  enypniastís, « qui rêve ; songeur ».

## Description et caractéristiques
Ces holothuries translucides possèdent un éventail de 12 podia coniques fusionnés entourant une grande partie de leur extrémité antérieure (ressemblant à la colerette des céphalopodes abyssaux), ainsi que deux autres voiles postérolatéraux rectangulaires et constituant des nageoires rudimentaires qui leur permettent de s'élever dans la colonne d'eau (mode dit benthopélagique, car elles finissent toujours par retomber, leur densité étant légèrement supérieure à celle de l'eau, contrairement à Pelagothuria). Les individus mesurent entre 6 et 25 cm de long. Les plus jeunes sont très translucides, laissant bien voir leur tube digestif rempli de sédiment, alors que les adultes tendent à être plus colorés, dans des tons violacés. 
Ces holothuries peuvent vivre extrêmement profond, et ont été observées dans la fosse des Mariannes à plus de 5 775 m de profondeur. 

## Liste des espèces
Selon World Register of Marine Species (23 février 2014), la seule espèce identifiée avec certitude à l'heure actuelle est Enypniastes eximia Théel, 1882, dont la répartition semble mondiale. 
Plusieurs autres ont été nommées, mais sont considérées comme des synonymes d'E. eximia : 
- Enypniastes atlanticus (Heding, 1940)
- Enypniastes diaphana (Gilchrist, 1920)
- Enypniastes ecalcarea (Sluiter, 1901)
- Enypniastes obscura (Koehler & Vaney, 1905)

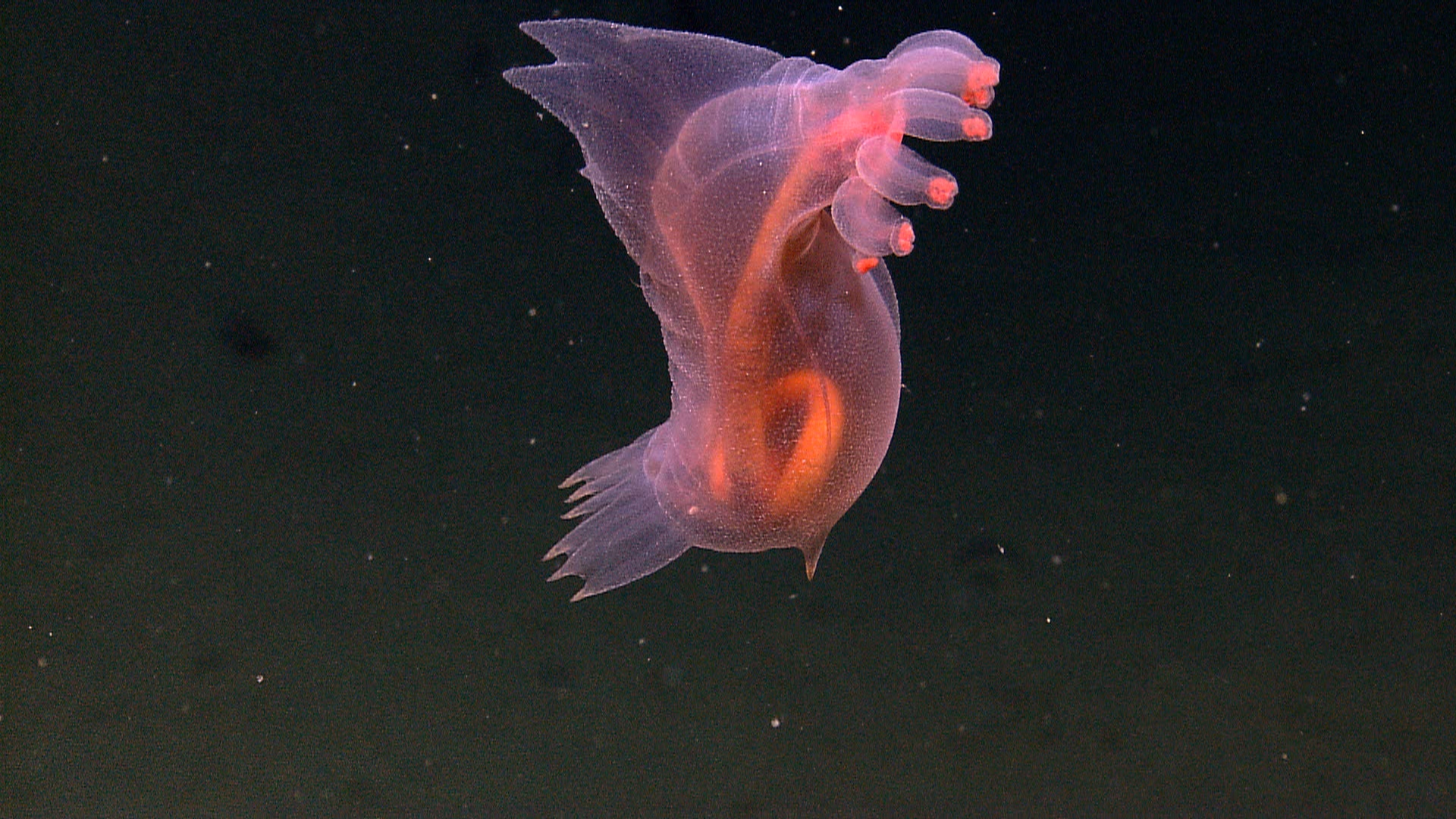
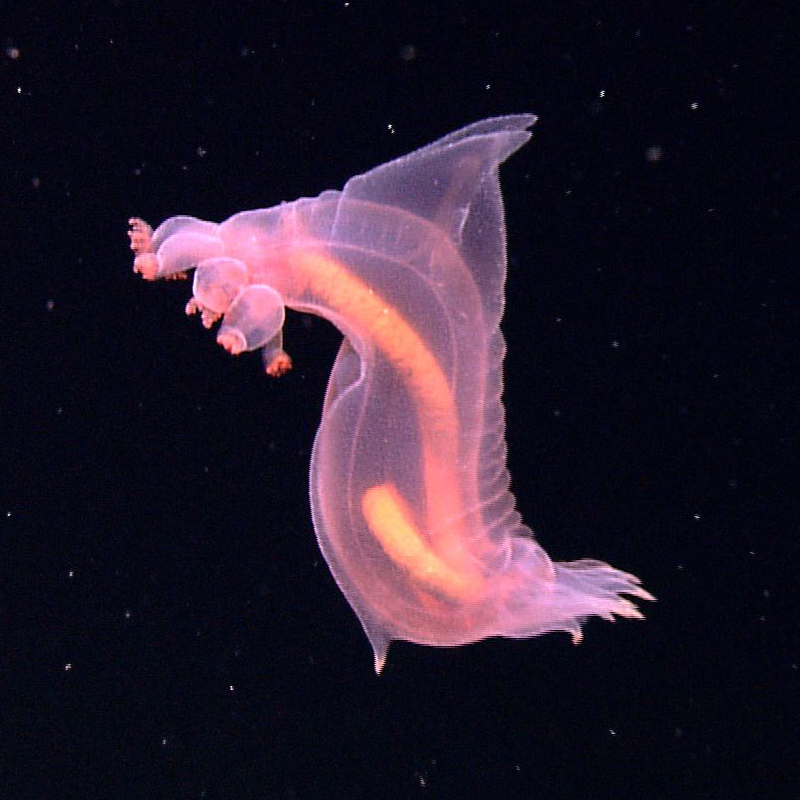

- vidéo